# 高橋和巳
高橋 和巳（たかはし かずみ、1931年8月31日 - 1971年5月3日）は、日本の小説家で中国文学者。妻は小説家の高橋たか子。中国文学者として、中国古典を現代人に語ることに努める傍ら、現代社会の様々な問題について発言し、全共闘世代の間で多くの読者を得た。『悲の器』（1962年）で文壇に登場。主要作品に『憂鬱なる党派』（1965年）、『邪宗門』（1966年）などがある。

## 経歴
- 1931年8月31日 大阪市浪速区で誕生。

河出書房出版社『文芸』第5巻第4号 (1966) より

- 1944年4月 大阪府立今宮中学（現：大阪府立今宮高等学校）入学。
- 1945年4月 母・慶子の郷里である香川県に疎開し、香川県立三豊中学（現：香川県立観音寺第一高等学校）に編入学。
- 1948年3月 大阪府立今宮中学4年修了。旧制松江高校に入学。漢文の教師に駒田信二がいた[1]。
- 1949年7月 新制京都大学文学部入学。在学中は、「京大文芸同人会（京大作家集団）」、「ARUKU」、「現代文学」などで活動する。学友に小松左京、大島渚がいた｡
- 1954年
  - 3月 京都大学文学部中国語中国文学科卒業。吉川幸次郎に師事する[2]。
  - 4月 大学院進学、専攻は魏晋南北朝文学。布施市立日新高校（現：東大阪市立日新高等学校）定時制講師に就任。
- 1959年
  - 3月 大学院博士課程単位取得満期退学。同時期同人誌「VIKING」で執筆｡
  - 4月 立命館大学講師就任。白川静や梅原猛と交流を持つ。
- 1965年 ベ平連の呼びかけ人となる[3]。
- 1966年4月 明治大学文学部助教授に就任。
- 1967年6月 京都大学文学部助教授に就任、単身赴任。
- 1969年3月 大学闘争の最中、学生側を支持して京都大学文学部助教授を辞職する。
- 1971年5月3日 結腸癌のため東京女子医科大学病院で死去した。39歳没[4]。9日に青山斎場で告別式、葬儀委員長は埴谷雄高が務めた。戒名は大慧院和嶺雅到居士[5]。

## エピソード
- 森田童子の「孤立無援の唄」に「机の上の高橋和己（ママ）はおこった顔してさかさに見える」というくだりがある。
- 若き日の井波律子は高橋に兄事していた。井波による「高橋和巳と中国文学」「高橋和巳さんのこと」がある。
- 1965年から1971年に没するまで神奈川県鎌倉市二階堂に居住した[6]。

## 著書
- 『悲の器』（1962年11月、第1回文藝賞）河出書房新社、のち新潮文庫
- 『文学の責任』河出書房新社 1963年　のち講談社文芸文庫
- 『散華』（1963年）河出書房、1967年　のち新潮文庫
- 『我が心は石にあらず』（「自由」1964年12月 - 1966年6月連載）新潮社 1967年　のち新潮文庫、河出文庫
- 『邪宗門』（「朝日ジャーナル」1965年1月 - 1966年5月連載）河出書房新社 全2巻 1966年　のち新潮文庫、角川文庫、講談社文庫、朝日文庫
- 『憂鬱なる党派』河出書房新社 1965年　のち新潮文庫
- 『孤立無援の思想 全エッセイ集』河出書房新社 1966年　のち旺文社文庫
  - 『現代の青春 高橋和巳エッセイ集』旺文社文庫
- 『新しき長城』河出書房 1967年
- 『捨子物語』河出書房 1968年　のち新潮文庫
- 『日本の悪霊』（「文藝」1966年1月 - 1968年10月連載）作品集第6、1969年　新潮文庫 1980年
- 『わが解体』（「文藝」1969年6月 - 10月連載）河出書房新社、1971年　のち河出文庫
- 『黄昏の橋』（「現代の眼」1968年10月 - 未完）筑摩書房 1971年　のち新潮文庫
- 『高橋和巳作品集』全9巻 河出書房新社 1969年-1971年
- 『孤立の憂愁の中で』筑摩書房 1969年
- 『堕落』河出書房新社 1969年　のち新潮文庫、講談社文芸文庫
- 『生涯にわたる阿修羅として 対話集』徳間書店 1970年
- 『暗黒への出発』徳間書店 1971年
- 『白く塗りたる墓』筑摩書房 1971年
- 『人間にとって』新潮社 1971年　のち新潮文庫
- 『自立の思想』文和書房 1971年
- 『世界革命戦争への飛翔』（1971年3月 共産主義者同盟赤軍派編、刊行）
- 『高橋和巳全小説』全10巻 河出書房新社 1975年
- 『高橋和巳全集』全20巻 河出書房新社 1977年-1980年
- 『高橋和巳コレクション』全11冊 河出文庫 1996年-1997年
- 『高橋和巳・高橋たか子電子全集』小学館（電子書籍・全24巻）、2021-2023
  1. 高橋和巳　小説1『邪宗門』ほか
  2. 高橋たか子　小説1『誘惑者』ほか
  3. 高橋和巳　小説2『悲の器』ほか
  4. 高橋たか子　小説2『人形愛』ほか
  5. 高橋和巳　小説3『憂鬱なる党派』ほか
  6. 高橋たか子　小説3『空の果てまで』ほか
  7. 高橋和巳 小説4『我が心は石にあらず』ほか
  8. 高橋たか子 小説4『怒りの子』ほか
  9. 高橋和巳　小説5『日本の悪霊』ほか
  10. 高橋たか子 小説5『亡命者』ほか
  11. 高橋和巳　小説6『黄昏の橋』ほか
  12. 高橋たか子 小説6『きれいな人』ほか
  13. 高橋和巳　小説7『捨子物語』ほか
  14. 高橋たか子　伝記『神の海』ほか
  15. 高橋和巳　エッセイ・評論1『孤立無援の思想』ほか
  16. 高橋たか子　エッセイ1『魂の犬』ほか
  17. 高橋和巳　エッセイ・評論2『わが解体』ほか
  18. 高橋たか子　エッセイ2『霊的な出発』ほか
  19. 高橋和巳　中国文学1　評論
  20. 高橋たか子　エッセイ3『私の通った路』ほか
  21. 高橋和巳　中国文学2　翻訳ほか
  22. 高橋たか子 対談、その他
  23. 高橋和巳　対話、講演
  24. 高橋たか子　エッセイ4『終りの日々』ほか

### 共編著
- 『漢詩鑑賞入門』高木正一・武部利男共著 創元社 1962年
- 『文学のすすめ 学問のすすめ6』 筑摩書房 1968年
- 『ふたたび人間を問う』安田武対談 雄渾社 1968年
- 『変革の思想を問う』小田実・真継伸彦共編 筑摩書房 1969年
- 『明日への葬列 60年代反権力闘争に斃れた10人の遺志』 合同出版 1970年
- 『季刊 人間として』小田実　開高健　柴田翔　高橋和巳　真継伸彦 (共同編集)　筑摩書房 1970 - 1971

### 翻訳・注解
- 『中国詩人選集 15 李商隠』岩波書店 1958、河出文庫 1996年
- 『中国詩人選集 第二集 13 王士禎』岩波書店 1962年
- 『世界の文学 第47 魯迅』中央公論社 1967年、中公文庫 1973年

## 対談
- 『大いなる過渡期の論理―行動する作家の思弁と責任』（対：三島由紀夫）

1969年（昭和44年）、雑誌「潮」11月号に掲載されたもの。三島由紀夫対談集『尚武のこころ』（日本教文社、1970年）に所収。

## 回想記・伝記
- 高橋たか子『高橋和巳の思い出』構想社
- 高橋たか子『高橋和巳という人 二十五年の後に』河出書房新社
- 川西政明『評伝高橋和巳』講談社文芸文庫（新版） - 著者は河出での担当編集者[7]で『高橋和巳全集 第20巻』（391～454頁）の年譜・書誌を編んでいる。
- 『文芸読本 高橋和巳』河出書房新社、1980年
- 『高橋和巳　世界とたたかった文学』河出書房新社、2017年。作家論集